# Miguel Ángel Russo
Miguel Ángel Russo (Lanús; 9 de abril de 1956) es un exfutbolista y actual entrenador argentino, que actualmente dirige al Club Atlético Boca Juniors de la Primera División de Argentina. Jugaba como mediocampista y desarrolló toda su trayectoria como futbolista en Estudiantes de La Plata. Es uno de los entrenadores argentinos más longevos en actividad, con más de treinta años de trayectoria y más de 1000 partidos dirigidos.
Russo debutó en 1975 con Estudiantes de la Plata, donde jugó durante catorce temporadas consecutivas hasta su retiro en 1989, ganando dos títulos, el Campeonato Metropolitano 1982 y la Campeonato Nacional 1983 y totalizando 420 partidos y 11 goles. En sus primeros años como entrenador, logró ascender a Primera División a Lanús en las temporadas 1989-90 y 1991-92 y a Estudiantes de La Plata en la temporada 1994-95. Luego de alcanzar las semifinales de la Copa Libertadores 1996 con la Universidad de Chile, quedando eliminado ante River Plate, y de lograr buenas campañas con Rosario Central en 1997 y 2003, Russo se consagró campeón del Clausura 2005 con Vélez Sársfield, lo que le valió la oportunidad de dirigir a Boca Juniors en 2007. Con el xeneize, Russo se convertiría en uno de los tres entrenadores que logró consagrarse campeón de la Copa Libertadores con el club. Tuvo otro ciclo en Rosario Central, regresandolo a Primera División en la temporada 2012-13, y uno en Millonarios, ganando el Torneo Finalización 2017 y la Superliga de Colombia 2018, antes de regresar a Boca en 2020, donde ganó el Campeonato de Primera División 2019-20 y la Copa de la Liga Profesional 2020. En 2023, ganó la Copa de la Liga Profesional con Rosario Central, para terminar concretando su tercer ciclo en Boca Juniors en 2025 luego de una buena campaña con San Lorenzo de Almagro.

## Vida personal
Su hijo, Ignacio Russo, es futbolista profesional desde 2020, cuando debutó en Rosario Central.

## Trayectoria

### Como jugador

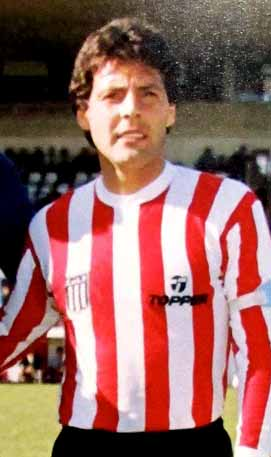
Miguel Russo, en Estudiantes de La Plata.

Llegó a las divisiones inferiores del Club Estudiantes de La Plata recomendado por su mentor, el ingeniero naval Pascual Antonio Ortuondo, quien trabajaba ad honorem en las divisiones inferiores del equipo platense, buscando valores en el interior del país. Debutó como profesional en 1975, jugando para Estudiantes, único equipo en el que se desempeñó profesionalmente. Con una extensa carrera de catorce temporadas consecutivas en la Primera División de Argentina, jugó 420 partidos y marcó 11 goles hasta su retiro definitivo en 1989, en torneos de la máxima categoría de AFA.También disputó 15 encuentros oficiales por copas internacionales.
Se desempeñaba como mediocampista defensivo, o central, y formó parte del equipo que obtuvo, consecutivamente, el Campeonato Metropolitano 1982, con la conducción técnica de Carlos Salvador Bilardo, y el Nacional 1983, ya con Eduardo Luján Manera, tras el alejamiento de aquel para incorporarse como entrenador del Seleccionado argentino. Integró uno de los más destacados mediocampos del fútbol argentino de la década de 1980, junto a Marcelo Trobbiani, José Daniel Ponce y Alejandro Sabella.

### Como entrenador

#### Inicios
Comenzó a dirigir en la Segunda División del fútbol argentino, en Lanús, club con el que logró dos ascensos a la máxima categoría: en 1990, como vencedor del Reducido por el segundo ascenso frente a Quilmes; y, en 1992.
Entre 1994 y 1995 fue el entrenador de Estudiantes de La Plata, en dupla con Eduardo Luján Manera, logrando, nuevamente como campeón, el ascenso a la Primera División.
En 1996 es contratado para dirigir a Universidad de Chile, equipo con el que llegó a las semifinales de la Copa Libertadores de ese año, donde queda eliminado ante River Plate. Tras rematar quinto en el Primera División, y no lograr clasificar a la Copa Libertadores del año siguiente, renuncia al equipo.
Tuvo cinco etapas en Rosario Central, la primera de ellas en 1997. Logró clasificar a la Copa Conmebol 1998 por su ubicación en la tabla general.
También dirigió fuera de Argentina, aparte de su aventura en Chile: en España a Unión Deportiva Salamanca; en México, a Monarcas Morelia; en Colombia a Millonarios; en Perú, a Alianza Lima; en Paraguay, a Cerro Porteño; y en Arabia Saudita, a Al-Nassr.

#### Colón de Santa Fe
En 1999 retornó a su país para dirigir a Colóny luego a Lanús. También se hizo cargo de la dirección técnica de Los Andes, que retornó en 2000 a la Primera División aunque con escaso suceso, ya que con Miguel Russo descendería la siguiente temporada a la Primera B Nacional.

#### Rosario Central (segunda etapa)
Sobre fines de 2002 volvió a hacerse cargo de Rosario Central, en donde sacó al equipo de los últimos puestos del promedio del descenso y lo ubicó 3.º en el Clausura 2003 y 6.º en el Apertura de ese mismo año, clasificando así al conjunto auriazul tanto a la Copa Sudamericana 2003 como a la Copa Libertadores 2004.

#### Vélez Sarsfield
Vélez Sarsfield lo contrató en 2005 y obtuvo el Torneo Clausura de ese año, su primer título como entrenador en Primera División. Esa temporada también alcanzó las semifinales de la Copa Sudamericana.

#### Boca Juniors
Tras dos años en Vélez, el 15 de diciembre de 2006 firmó contrato con Boca Juniors para reemplazar a Ricardo La Volpe. Allí se consagró campeón de la Copa Libertadores 2007, el título más destacado de su carrera como entrenador, logrando lo que sus antecesores Juan Carlos Lorenzo y Carlos Bianchi habían conseguido en el club en los años anteriores. El equipo se destacó por su gran juego ofensivo, con un ataque masivo liderado por Juan Román Riquelme, quien salió mejor jugador de esa Copa Libertadores. Superó en la final a Gremio de Brasil por un global de 5-0, siendo el resultado más abultado en la historia del certamen.
En el Torneo Clausura 2007 el equipo de Miguel Ángel Russo también sumó muchos puntos, pero quedaría subcampeón a 6 unidades del San Lorenzo de Ramón Díaz. 
Boca Juniors comunica su partida de la institución en diciembre de ese 2007, luego de que el 16 de dicho mes, Boca pierde la Final del Mundo ante AC Milan, por 4-2.

#### San Lorenzo
En junio de 2008 se incorporó a San Lorenzo, aunque no pudo alcanzar el título del Torneo Apertura pese a llegar a tener, durante el desarrollo del campeonato, una ventaja de hasta 8 puntos sobre Boca Juniors, que se coronó tras vencerlo en un triangular de desempate que ambos clubes disputaron junto con Tigre. Y en la Copa Libertadores 2009 fue eliminado en la fase inicial de grupos.

#### Rosario Central (tercera etapa)
Retornó a Rosario Central para su tercera etapa en la institución en 2009, en reemplazo de Reinaldo Merlo, debiendo revalidar su lugar en la máxima categoría del fútbol argentino disputando la Promoción ante Belgrano de Córdoba. El equipo se mantuvo en Primera pero el presidente del club, Horacio Usandizaga, decidió no renovarle el contrato.

#### Racing Club
El 16 de febrero de 2010 fue contratado por Racing Club de Avellaneda, luego de que la Comisión Directiva decidiera cesantear a Claudio Vivas ese año la única competencia que ganó fue el torneo de pretemporada.

#### Estudiantes de La Plata
A mediados de 2011 retornó a Estudiantes de La Plata, institución a la que ya había dirigido profesionalmente entre 1994 y 1995; en donde tuvo que irse por los malos resultados cosechados.

#### Rosario Central (cuarta etapa)
Al año siguiente, nuevamente fue contratado por Rosario Central para conducir al equipo en el torneo de la Primera B Nacional, durante la temporada 2012/13, donde sucedió a Juan Antonio Pizzi y obtuvo el título para volver a Primera División. Así se convirtió en uno de los técnicos con más partidos dirigidos en la historia de Rosario Central, superando a Edgardo Bauza y por detrás de Ángel Tulio Zof (607) y Carlos Timoteo Griguol (254). Es además, el segundo entrenador del club que no sufre derrotas en los primeros ocho clásicos dirigidos, luego de Miguel Ignomiriello, en la década de 1960.
La temporada posterior al ascenso de categoría, Rosario Central finalizó en el 9.º puesto en la tabla general. Esto le dio el derecho a participar de la Copa Sudamericana 2014. En el Torneo Transición 2014, si bien el equipo ganó el clásico rosarino, quedó rápidamente afuera de la Copa Sudamericana (eliminado por Boca Juniors en dieciseisavos de final) y -a la mitad del torneo local- ya se ubicaba muy lejos de los primeros lugares. En la Copa Argentina, sin embargo, el equipo fue superando fases hasta llegar a la final. Allí, se consagró subcampeón perdiendo el partido final ante Huracán (que en ese entonces militaba en el Nacional "B") en la definición por penales, luego de un empate 0-0 en el que el equipo tuvo escasas ocasiones de gol.

#### Vélez Sarsfield (segunda etapa)
Luego de perder la final de esta competencia, y teniendo en cuenta la mala campaña que Rosario Central mostraba en el campeonato de Primera División, al marchar en la 18.ª posición, Miguel Russo renunció a la dirección técnica del equipo rosarino. Una semana después de su alejamiento, acordó su regreso a Vélez Sarsfield para dirigir al equipo profesional por dos temporadas. Pero después de una campaña que ubicó al equipo entre los peores del Campeonato de Primera División 2015, los dirigentes del club decidieron rescindirle el contrato al cumplirse el primer año del vínculo.

#### Millonarios F.C.
Tras un año y 24 días como agente libre, el 23 de diciembre de 2016 Russo fue elegido para entrenar a Millonarios de Colombia, tras la salida su compatriota Diego Cocca que tomó rumbo al Racing Club.
En el Torneo Apertura 2017 finalizó en el cuarto puesto con 33 puntos en la fase de todos contra todos. En los cuartos se enfrentó al Atlético Bucaramanga. En el partido de ida empata 2-2 y en la vuelta vence 2-0 con goles de Andrés Cadavid y Duvier Riascos sellando el 4-2 en el global y pasando a las semifinales, donde se enfrenta a Atlético Nacional. El partido de ida termina 0-0, y en el de vuelta, en tiempo de reposición (90'+1), Dayro Moreno marca el gol con el que el equipo verdolaga dejó sin chances de jugar la final a Millonarios con un dudoso arbitraje de Luis Sánchez.
En el Torneo Finalización 2017 volvería a culminar la fase de todos contra todos en la cuarta posición con 36 puntos. Tras vencer a La Equidad en los cuartos de final y al América de Cali en la semifinal, mostrando un gran nivel, logra clasificar a la final.
El día 17 de diciembre del año 2017, se coronó campeón con el equipo embajador que llegaría así a su título número 15 en la Primera División de Colombia luego de cinco años (diez torneos) de sequía. En la final de aquel certamen se daría el Clásico bogotano entre Millonarios e Independiente Santa Fe, en el cual el su dirigidos ganarían el título por un marcador global de 3-2 con la anotación definitiva del volante Henry Rojas al minuto 85' en el partido de vuelta.

"Millonarios es un club grande y siempre tienes que estar entre los cuatro primeros y esto no se hace solo, se hace con la ayuda de todos".
Declaración de Russo tras ganar el título con Millonarios.

Terminada la campaña Russo dio a conocer que se le descubrió cáncer y que horas antes del partido de la gran final se le fue practicada la quimioterapia, a pesar de tener incapacidad médica debido al alto riesgo que corría su vida decidió estar presente en el encuentro desde la raya técnica. En rueda de prensa declaró "Todo se cura con amor" siendo unas palabras que conmovieron profundamente a la hinchada.

"Él no hablaba de su enfermedad con el plantel, pero sí lo hablaba con nosotros, que éramos los allegados. El cuerpo médico y el cuerpo técnico estábamos muy metidos en todo lo que le pasara. Antes de que él se hiciera los estudios, un día estábamos jugando al golf y me dice, 'tengo algo porque orino sangre', y ahí fue cuando saltó todo lo que le pasaba. Es más, a Miguel le dicen que tiene cáncer el día de mi cumpleaños, un 31 de julio y así fue como llevó ese campeonato, todo el segundo semestre estuvo en tratamientos y con el grupo.

No fue fácil, todo fue muy duro. Es cierto que nosotros no éramos los que estábamos enfermos, era él, pero la vivimos de una manera dura, con angustia tremenda porque el que estaba enfermo era nuestro amigo" Hugo Gottardi asistente técnico de Russo en Millonarios.

El 7 de febrero, Russo obtendría su segundo título con Millonarios, esta vez por la Superliga de Colombia, venciendo en el clásico del fútbol colombiano a Atlético Nacional en condición de visitante, por un resultado de 1-2 y después de haber empatado 0-0 en la ciudad de Bogotá.
En la Primera División de Colombia finalizó en la duodécima posición en la tabla de reclasificación del año y sin haber clasificado al cuadrangular semifinal en ninguno de los dos torneos.
El 5 de noviembre, Russo terminaría su etapa como técnico de Millonarios tras llegar a un mutuo acuerdo con la institución. 
Vale la pena destacar que ambos títulos conseguidos con Millonarios se dieron en condición de visitante ante los dos mayores rivales: Independiente Santa Fe y Atlético Nacional.

#### Alianza Lima
El 4 de enero de 2019 es oficializado como nuevo entrenador de Alianza Lima, firmando un contrato por un año. Sin embargo, decide rescindir su contrato por motivos personales y malos resultados.

#### Cerro Porteño
El 7 de junio de 2019 se hizo oficial su fichaje por Cerro Porteño, reemplazando al español Fernando Jubero. El 6 de octubre de 2019, luego de perder con Deportivo Capiatá, el club decide prescindir de sus servicios.

#### Regreso a Boca Juniors
En enero de 2020 arrancó su segundo ciclo con Boca Juniors. Se consagró campeón de la Superliga 2019-20.Llevó al equipo a las semifinales de Copa Libertadores de América en su primer año del ciclo atravesado por la pandemia, perdiendo por un global de 3-0 frente a Santos de Brasil.
El 17 de enero de 2021, se consagra campeón nuevamente con Boca Juniors ante Banfield de la Copa de la Liga Profesional 2020 por penales por 5 a 3, luego de haber empatado 1 a 1 en los 90 minutos de juego. El 16 de mayo de 2021, eliminó a River Plate de la Copa de la Liga Profesional 2021 en los cuartos de final. Casi 3 meses después, el 4 de agosto eliminó nuevamente al conjunto millonario, esta vez por los octavos de final de la Copa Argentina. Fue 4-1 en los penales tras el 0-0 en el tiempo regular. Sin embargo, en la Copa Libertadores 2021 fue eliminado en octavos de final en una polémica definición por penales frente a Atlético Mineiro. Su último partido fue el 15 de agosto de 2021 en la derrota 0-1 frente a Estudiantes y, tras una racha negativa de partidos sin ganar, se despidió de su cargo al día siguiente.
El Boca de Russo se destacó -según la prensa- por ser el más efectivo en juego y números en la gestión de Ameal-Riquelme, ya que, el técnico logró dos títulos en Boca en tan solo un año y medio, también se jacto de eliminar en dos ocasiones a River Plate (en Copa Argentina 2020 y Copa de la Liga 2021), perdiendo únicamente 13 de 64 partidos disputados y logrando terminar con una diferencia de +47 entre goles a favor y en contra.
En 2021, Boca ganó la Copa Argentina 2019-20, que había sido suspendida por la Pandemia de COVID-19, Russo ganó los primeros partidos y ya con Sebastián Battaglia como entrenador, el xeneize se coronó campeón.

#### Al-Nassr
El 5 de diciembre de 2021, es contratado por el Al-Nassr de Arabia Saudita hasta el final de la temporada. En junio de 2022, su contrato expiró y no fue renovado por el cuadro saudí.

#### Rosario Central (quinta etapa)
El 19 de diciembre de 2022, fue nuevamente contratado por Rosario Central para conducir al equipo en la temporada 2023, asumiendo su quinto ciclo en el elenco rosarino, en reemplazo de Carlos Tévez.En diciembre de 2023, llevó al club al título de campeón de la Copa de la Liga Profesional de aquel año, y además fue premiado como el "Mejor Entrenador" de dicha competencia.El 2 de agosto de 2024, anunció su salida del club por "motivos personales".

#### San Lorenzo (segunda etapa)
El 17 de octubre de 2024, inició su segunda etapa en San Lorenzo reemplazando a Leandro Romagnoli y firmó un contrato hasta diciembre de 2025. Luego de caer en las semifinales del Torneo Apertura, presentó su renuncia al cargo en mayo de 2025.

#### Boca Juniors (tercera etapa)
El 2 de junio de 2025, comenzó su tercer ciclo en Boca Juniors.

## Selección nacional
Aunque Russo fue convocado por el técnico de la Selección Argentina Carlos Salvador Bilardo para jugar las eliminatorias del mundial 1986, una serie de lesiones le impidieron viajar al evento principal que la selección argentina finalmente ganó.

## Estadísticas

### Como jugador

#### Clubes
| Estudiantes de La Plata Argentina | 1.ª           | N-1975        | 5   | 0  | -  | - | 5   | 0  |
| Estudiantes de La Plata Argentina | 1.ª           | M-1976        | 10  | 0  | -  | - | 10  | 0  |
| Estudiantes de La Plata Argentina | 1.ª           | N-1976        | 1   | 0  | -  | - | 1   | 0  |
| Estudiantes de La Plata Argentina | 1.ª           | M-1977        | 30  | 2  | -  | - | 30  | 2  |
| Estudiantes de La Plata Argentina | 1.ª           | N-1977        | 16  | 1  | -  | - | 16  | 1  |
| Estudiantes de La Plata Argentina | 1.ª           | M-1978        | 19  | 0  | -  | - | 19  | 0  |
| Estudiantes de La Plata Argentina | 1.ª           | N-1978        | 10  | 0  | -  | - | 10  | 0  |
| Estudiantes de La Plata Argentina | 1.ª           | M-1979        | 18  | 1  | -  | - | 50  | 1  |
| Estudiantes de La Plata Argentina | 1.ª           | N-1979        | 12  | 1  | -  | - | 12  | 1  |
| Estudiantes de La Plata Argentina | 1.ª           | M-1980        | 35  | 0  | -  | - | 35  | 0  |
| Estudiantes de La Plata Argentina | 1.ª           | N-1980        | 12  | 0  | -  | - | 12  | 0  |
| Estudiantes de La Plata Argentina | 1.ª           | M-1981        | 28  | 1  | -  | - | 28  | 1  |
| Estudiantes de La Plata Argentina | 1.ª           | N-1981        | 1   | 0  | -  | - | 1   | 0  |
| Estudiantes de La Plata Argentina | 1.ª           | N-1982        | 18  | 0  | -  | - | 18  | 0  |
| Estudiantes de La Plata Argentina | 1.ª           | M-1982        | 32  | 1  | -  | - | 32  | 0  |
| Estudiantes de La Plata Argentina | 1.ª           | N-1983        | 17  | 0  | 8  | 1 | 25  | 1  |
| Estudiantes de La Plata Argentina | 1.ª           | M-1983        | 29  | 2  | -  | - | 29  | 2  |
| Estudiantes de La Plata Argentina | 1.ª           | N-1984        | 5   | 0  | 5  | 0 | 10  | 0  |
| Estudiantes de La Plata Argentina | 1.ª           | M-1984        | 33  | 1  | -  | - | 33  | 1  |
| Estudiantes de La Plata Argentina | 1.ª           | N-1985        | 10  | 0  | -  | - | 10  | 0  |
| Estudiantes de La Plata Argentina | 1.ª           | 1985/86       | 25  | 0  | -  | - | 25  | 0  |
| Estudiantes de La Plata Argentina | 1.ª           | 1986/87       | 29  | 0  | -  | - | 29  | 0  |
| Estudiantes de La Plata Argentina | 1.ª           | 1987/88       | 24  | 0  | 2  | 0 | 26  | 0  |
| Estudiantes de La Plata Argentina | Total club    | Total club    | 420 | 10 | 15 | 1 | 435 | 11 |
| Total carrera | Total carrera | Total carrera | 420 | 10 | 15 | 1 | 435 | 11 |
| (1) Incluye datos de la Copa Libertadores (1983, 1984) y la Supercopa Sudamericana (1988). (2) No incluye goles en partidos amistosos. |               |               |     |    |    |   |     |    |

#### Selección
| Selección | Año   | Partidos | Goles |
| --------- | ----- | -------- | ----- |
| Argentina | 1983  | 4        | 0     |
| Argentina | 1984  | 6        | 0     |
| Argentina | 1985  | 7        | 1     |
| Total     | Total | 17       | 1     |

### Como entrenador
| Equipo                       | Div.                | Temporada           | Liga | Liga | Liga | Liga |     | Copa | Copa | Copa | Copa |    | Internacional | Internacional | Internacional | Internacional | Internacional |   | Otros | Otros | Otros | Otros |     | Totales     | Totales | Totales | Totales | Totales | Totales | Totales | Totales | Totales |
| Equipo                       | Div.                | Temporada           | PD   | G    | E    | P    | PD  | G    | E    | P    | PD   | G  | E             | P             | Pos.          | PD            | G             | E | P     | PD    | G     | E     | P   | Rendimiento | GF      | GC      | Dif.    | Ptos.   |         |         |         |         |
| ---------------------------- | ------------------- | ------------------- | ---- | ---- | ---- | ---- | --- | ---- | ---- | ---- | ---- | -- | ------------- | ------------- | ------------- | ------------- | ------------- | - | ----- | ----- | ----- | ----- | --- | ----------- | ------- | ------- | ------- | ------- | ------- | ------- | ------- | ------- |
| Lanús Argentina              | 2.ª                 | 1989-90             | 42   | 16   | 15   | 11   | -   | -    | -    | -    | -    | -  | -             | -             | -             | 8             | 5             | 1 | 2     | 50    | 21    | 16    | 13  | 52.67%      | 75      | 58      | +17     | 58      |         |         |         |         |
| Lanús Argentina              | 1.ª                 | 1990-91             | 38   | 8    | 13   | 17   | -   | -    | -    | -    | -    | -  | -             | -             | -             | -             | -             | - | -     | 38    | 8     | 13    | 17  | 32.45%      | 26      | 43      | -17     | 29      |         |         |         |         |
| Lanús Argentina              | 2.ª                 | 1991-92             | 42   | 21   | 15   | 6    | -   | -    | -    | -    | -    | -  | -             | -             | -             | -             | -             | - | -     | 42    | 21    | 15    | 6   | 61.9%       | 64      | 34      | +30     | 57      |         |         |         |         |
| Lanús Argentina              | 1.ª                 | 1992-93             | 38   | 11   | 15   | 12   | -   | -    | -    | -    | -    | -  | -             | -             | -             | -             | -             | - | -     | 38    | 11    | 15    | 12  | 42.11%      | 34      | 37      | -3      | 37      |         |         |         |         |
| Lanús Argentina              | 1.ª                 | 1993-94             | 32   | 9    | 15   | 8    | -   | -    | -    | -    | -    | -  | -             | -             | -             | -             | -             | - | -     | 32    | 9     | 15    | 8   | 43.76%      | 39      | 38      | +1      | 33      |         |         |         |         |
| Estudiantes Argentina        | 2.ª                 | 1994-95             | 42   | 27   | 11   | 4    | -   | -    | -    | -    | -    | -  | -             | -             | -             | -             | -             | - | -     | 42    | 27    | 11    | 4   | 73.02%      | 86      | 34      | +52     | 65      |         |         |         |         |
| Estudiantes Argentina        | 1.ª                 | 1995-96             | 11   | 0    | 5    | 6    | -   | -    | -    | -    | -    | -  | -             | -             | -             | -             | -             | - | -     | 11    | 0     | 5     | 6   | 15.15%      | 8       | 14      | -6      | 5       |         |         |         |         |
| Universidad de Chile · Chile | 1.ª                 | 1996                | 30   | 13   | 8    | 9    | 10  | 7    | 1    | 2    | 12   | 5  | 3             | 4             | 1/2           | 2             | 0             | 0 | 2     | 54    | 25    | 12    | 17  | 53.71%      | 87      | 71      | +16     | 87      |         |         |         |         |
| Universidad de Chile · Chile | Total               | Total               | 30   | 13   | 8    | 9    | 10  | 7    | 1    | 2    | 12   | 5  | 3             | 4             | -             | 2             | 0             | 0 | 2     | 54    | 25    | 12    | 17  | 53.71%      | 87      | 71      | 16      | 87      |         |         |         |         |
| Rosario Central Argentina    | 1.ª                 | 1996-97             | 4    | 1    | 0    | 3    | -   | -    | -    | -    | -    | -  | -             | -             | -             | -             | -             | - | -     | 4     | 1     | 0     | 3   | 25%         | 6       | 8       | -2      | 3       |         |         |         |         |
| Rosario Central Argentina    | 1.ª                 | 1997-98             | 38   | 15   | 12   | 11   | -   | -    | -    | -    | -    | -  | -             | -             | -             | -             | -             | - | -     | 38    | 15    | 12    | 11  | 50%         | 58      | 48      | +10     | 57      |         |         |         |         |
| Salamanca · España           | 1.ª                 | 1998-99             | 14   | 4    | 3    | 7    | 2   | 0    | 1    | 1    | -    | -  | -             | -             | -             | -             | -             | - | -     | 16    | 4     | 4     | 8   | 33.33%      | 20      | 24      | -4      | 16      |         |         |         |         |
| Salamanca · España           | Total               | Total               | 14   | 4    | 3    | 7    | 2   | 0    | 1    | 1    | -    | -  | -             | -             | -             | -             | -             | - | -     | 16    | 4     | 4     | 8   | 33.33%      | 20      | 24      | -4      | 16      |         |         |         |         |
| Colón Argentina              | 1.ª                 | 1999-00             | 12   | 3    | 4    | 5    | -   | -    | -    | -    | -    | -  | -             | -             | -             | -             | -             | - | -     | 12    | 3     | 4     | 5   | 36.11%      | 15      | 19      | -4      | 13      |         |         |         |         |
| Colón Argentina              | Total               | Total               | 12   | 3    | 4    | 5    | -   | -    | -    | -    | -    | -  | -             | -             | -             | -             | -             | - | -     | 12    | 3     | 4     | 5   | 36.11%      | 15      | 19      | -4      | 13      |         |         |         |         |
| Lanús Argentina              | 1.ª                 | 1999-00             | 24   | 10   | 4    | 10   | -   | -    | -    | -    | -    | -  | -             | -             | -             | -             | -             | - | -     | 24    | 10    | 4     | 10  | 47.23%      | 39      | 29      | +10     | 34      |         |         |         |         |
| Lanús Argentina              | 1.ª                 | 2000-01             | 10   | 2    | 2    | 6    | -   | -    | -    | -    | -    | -  | -             | -             | -             | -             | -             | - | -     | 10    | 2     | 2     | 6   | 26.67%      | 14      | 17      | -3      | 8       |         |         |         |         |
| Lanús Argentina              | Total               | Total               | 234  | 82   | 80   | 72   | -   | -    | -    | -    | -    | -  | -             | -             | -             | -             | -             | - | -     | 234   | 82    | 80    | 72  | 46.44%      | 291     | 256     | +35     | 256     |         |         |         |         |
| Los Andes Argentina          | 1.ª                 | 2000-01             | 26   | 6    | 6    | 14   | -   | -    | -    | -    | -    | -  | -             | -             | -             | -             | -             | - | -     | 26    | 6     | 6     | 14  | 30.77%      | 33      | 49      | -16     | 24      |         |         |         |         |
| Los Andes Argentina          | Total               | Total               | 26   | 6    | 6    | 14   | -   | -    | -    | -    | -    | -  | -             | -             | -             | -             | -             | - | -     | 26    | 6     | 6     | 14  | 30.77%      | 33      | 49      | -16     | 24      |         |         |         |         |
| Monarcas Morelia · México    | 1.ª                 | 2001                | 15   | 5    | 4    | 6    | -   | -    | -    | -    | -    | -  | -             | -             | -             | -             | -             | - | -     | 15    | 5     | 4     | 6   | 42.22%      | 19      | 18      | +1      | 19      |         |         |         |         |
| Monarcas Morelia · México    | Total               | Total               | 15   | 5    | 4    | 6    | -   | -    | -    | -    | -    | -  | -             | -             | -             | -             | -             | - | -     | 15    | 5     | 4     | 6   | 42.22%      | 19      | 18      | +1      | 19      |         |         |         |         |
| Rosario Central Argentina    | 1.ª                 | 2002-03             | 23   | 12   | 7    | 4    | -   | -    | -    | -    | -    | -  | -             | -             | -             | -             | -             | - | -     | 23    | 12    | 7     | 4   | 62.31%      | 46      | 25      | +21     | 43      |         |         |         |         |
| Rosario Central Argentina    | 1.ª                 | 2003-04             | 35   | 10   | 11   | 14   | -   | -    | -    | -    | 10   | 4  | 2             | 4             | 1/8           | -             | -             | - | -     | 45    | 14    | 13    | 18  | 40.74%      | 53      | 65      | -10     | 55      |         |         |         |         |
| Vélez Sarsfield Argentina    | 1.ª                 | 2004-05             | 19   | 11   | 6    | 2    | -   | -    | -    | -    | -    | -  | -             | -             | -             | -             | -             | - | -     | 19    | 11    | 6     | 2   | 68.42%      | 32      | 14      | +18     | 39      |         |         |         |         |
| Vélez Sarsfield Argentina    | 1.ª                 | 2005-06             | 38   | 15   | 13   | 10   | -   | -    | -    | -    | 16   | 9  | 4             | 3             | 1/2           | -             | -             | - | -     | 54    | 24    | 17    | 13  | 54.93%      | 77      | 51      | +26     | 89      |         |         |         |         |
| Vélez Sarsfield Argentina    | 1.ª                 | 2006-07             | 19   | 8    | 6    | 5    | -   | -    | -    | -    | 2    | 0  | 0             | 2             | 1ªF           | 1             | 0             | 0 | 1     | 22    | 8     | 6     | 8   | 45.45%      | 25      | 22      | +3      | 30      |         |         |         |         |
| Boca Juniors Argentina       | 1.ª                 | 2006-07             | 19   | 11   | 6    | 2    | -   | -    | -    | -    | 16   | 9  | 2             | 5             | 1.°           | -             | -             | - | -     | 35    | 20    | 8     | 7   | 64.76%      | 67      | 34      | +33     | 68      |         |         |         |         |
| Boca Juniors Argentina       | 1.ª                 | 2007-08             | 19   | 9    | 4    | 6    | -   | -    | -    | -    | -    | -  | -             | -             | -             | 2             | 1             | 0 | 1     | 21    | 10    | 4     | 7   | 53.97%      | 35      | 22      | +13     | 34      |         |         |         |         |
| San Lorenzo Argentina        | 1.ª                 | 2008-09             | 29   | 16   | 4    | 9    | -   | -    | -    | -    | 7    | 1  | 1             | 5             | FG            | -             | -             | - | -     | 36    | 17    | 5     | 14  | 51.85%      | 56      | 44      | +12     | 56      |         |         |         |         |
| Rosario Central Argentina    | 1.ª                 | 2008-09             | 9    | 4    | 1    | 4    | -   | -    | -    | -    | -    | -  | -             | -             | -             | 2             | 1             | 1 | 0     | 11    | 5     | 2     | 4   | 51.51%      | 12      | 11      | +1      | 17      |         |         |         |         |
| Racing Club Argentina        | 1.ª                 | 2009-10             | 15   | 8    | 2    | 5    | -   | -    | -    | -    | -    | -  | -             | -             | -             | -             | -             | - | -     | 15    | 8     | 2     | 5   | 57.77%      | 15      | 15      | +0      | 23      |         |         |         |         |
| Racing Club Argentina        | 1.ª                 | 2010-11             | 38   | 15   | 7    | 16   | -   | -    | -    | -    | -    | -  | -             | -             | -             | -             | -             | - | -     | 38    | 15    | 7     | 16  | 45.61%      | 50      | 44      | +6      | 52      |         |         |         |         |
| Racing Club Argentina        | Total               | Total               | 53   | 23   | 9    | 21   | -   | -    | -    | -    | -    | -  | -             | -             | -             | -             | -             | - | -     | 53    | 23    | 9     | 21  | 49.06%      | 65      | 59      | +6      | 75      |         |         |         |         |
| Estudiantes Argentina        | 1.ª                 | 2011-12             | 14   | 2    | 4    | 8    | -   | -    | -    | -    | 2    | 1  | 0             | 1             | 2ªF           | -             | -             | - | -     | 16    | 3     | 4     | 9   | 27.08%      | 16      | 24      | -8      | 13      |         |         |         |         |
| Estudiantes Argentina        | Total               | Total               | 67   | 29   | 20   | 18   | -   | -    | -    | -    | 2    | 1  | 0             | 1             | -             | -             | -             | - | -     | 69    | 30    | 20    | 19  | 53.14%      | 110     | 72      | +38     | 83      |         |         |         |         |
| Rosario Central Argentina    | 2.ª                 | 2012-13             | 38   | 22   | 8    | 8    | 1   | 0    | 0    | 1    | -    | -  | -             | -             | -             | -             | -             | - | -     | 39    | 22    | 8     | 9   | 63.25%      | 52      | 31      | +21     | 74      |         |         |         |         |
| Rosario Central Argentina    | 1.ª                 | 2013-14             | 38   | 14   | 12   | 12   | 5   | 3    | 2    | 0    | -    | -  | -             | -             | -             | -             | -             | - | -     | 43    | 17    | 14    | 12  | 50.38%      | 52      | 46      | +6      | 65      |         |         |         |         |
| Rosario Central Argentina    | 1.ª                 | 2014                | 17   | 5    | 3    | 9    | -   | -    | -    | -    | 2    | 0  | 1             | 1             | 2ªF           | -             | -             | - | -     | 19    | 5     | 4     | 10  | 33.34%      | 19      | 27      | -8      | 19      |         |         |         |         |
| Vélez Sarsfield Argentina    | 1.ª                 | 2015                | 30   | 7    | 8    | 15   | 4   | 3    | 1    | 0    | -    | -  | -             | -             | -             | -             | -             | - | -     | 34    | 10    | 9     | 15  | 38.23%      | 35      | 38      | -3      | 39      |         |         |         |         |
| Vélez Sarsfield Argentina    | Total               | Total               | 106  | 41   | 33   | 32   | 4   | 3    | 1    | 0    | 18   | 9  | 4             | 5             | -             | 1             | 0             | 0 | 1     | 129   | 53    | 38    | 38  | 50.91%      | 169     | 125     | +44     | 197     |         |         |         |         |
| Millonarios · Colombia       | 1.ª                 | 2017                | 50   | 24   | 14   | 12   | 4   | 1    | 2    | 1    | 2    | 1  | 0             | 1             | 2ªF           | -             | -             | - | -     | 56    | 26    | 16    | 14  | 55.95%      | 72      | 43      | +29     | 94      |         |         |         |         |
| Millonarios · Colombia       | 1.ª                 | 2018                | 38   | 13   | 12   | 13   | 6   | 2    | 3    | 1    | 10   | 3  | 5             | 2             | 1/8           | 2             | 1             | 1 | 0     | 56    | 19    | 21    | 16  | 46.43%      | 62      | 50      | +12     | 78      |         |         |         |         |
| Millonarios · Colombia       | Total               | Total               | 88   | 37   | 26   | 25   | 10  | 3    | 5    | 2    | 12   | 4  | 5             | 3             | -             | 2             | 1             | 1 | 0     | 112   | 45    | 37    | 30  | 51.19%      | 134     | 93      | +41     | 172     |         |         |         |         |
| Alianza Lima · Perú          | 1.ª                 | 2019                | 10   | 3    | 3    | 4    | -   | -    | -    | -    | 5    | 0  | 1             | 4             | FG            | -             | -             | - | -     | 15    | 3     | 4     | 8   | 28.89%      | 18      | 26      | -8      | 13      |         |         |         |         |
| Alianza Lima · Perú          | Total               | Total               | 10   | 3    | 3    | 4    | -   | -    | -    | -    | 5    | 0  | 1             | 4             | -             | -             | -             | - | -     | 15    | 3     | 4     | 8   | 28.89%      | 18      | 26      | -8      | 13      |         |         |         |         |
| Cerro Porteño Paraguay       | 1.ª                 | 2019-C              | 12   | 5    | 4    | 4    | 2   | 1    | 1    | 0    | 4    | 1  | 2             | 1             | 1/4           | -             | -             | - | -     | 19    | 7     | 7     | 5   | 49.12%      | 30      | 19      | +11     | 28      |         |         |         |         |
| Cerro Porteño Paraguay       | Total               | Total               | 12   | 5    | 4    | 4    | 2   | 1    | 1    | 0    | 4    | 1  | 2             | 1             | -             | -             | -             | - | -     | 19    | 7     | 7     | 5   | 49.12%      | 30      | 19      | +11     | 28      |         |         |         |         |
| Boca Juniors Argentina       | 1.ª                 | 2019-20             | 7    | 6    | 1    | 0    | 4   | 3    | 1    | 0    | 12   | 6  | 3             | 3             | 1/2           | -             | -             | - | -     | 23    | 15    | 5     | 3   | 72.47%      | 38      | 9       | +29     | 50      |         |         |         |         |
| Boca Juniors Argentina       | 1.ª                 | 2020                | -    | -    | -    | -    | 12  | 5    | 5    | 2    | -    | -  | -             | -             | -             | -             | -             | - | -     | 12    | 5     | 5     | 2   | 55.56%      | 18      | 11      | +7      | 20      |         |         |         |         |
| Boca Juniors Argentina       | 1.ª                 | 2021                | 6    | 0    | 4    | 2    | 15  | 6    | 6    | 3    | 8    | 3  | 3             | 2             | 1/8           | -             | -             | - | -     | 29    | 9     | 13    | 7   | 45.97%      | 31      | 20      | +11     | 40      |         |         |         |         |
| Al-Nassr Arabia Saudita      | 1.ª                 | 2021-22             | 18   | 14   | 2    | 2    | 2   | 1    | 0    | 1    | -    | -  | -             | -             | -             | -             | -             | - | -     | 20    | 15    | 2     | 3   | 78.33%      | 41      | 22      | +19     | 47      |         |         |         |         |
| Al-Nassr Arabia Saudita      | Total               | Total               | 18   | 14   | 2    | 2    | 2   | 1    | 0    | 1    | -    | -  | -             | -             | -             | -             | -             | - | -     | 20    | 15    | 2     | 3   | 78.33%      | 41      | 22      | +19     | 47      |         |         |         |         |
| Rosario Central Argentina    | 1.ª                 | 2023                | 27   | 10   | 12   | 5    | 19  | 8    | 7    | 4    | -    | -  | -             | -             | -             | 1             | 0             | 0 | 1     | 47    | 18    | 19    | 10  | 51.78%      | 60      | 48      | +12     | 73      |         |         |         |         |
| Rosario Central Argentina    | 1.ª                 | 2024                | 8    | 2    | 3    | 3    | 16  | 4    | 4    | 8    | 8    | 3  | 2             | 3             | 1/8           | -             | -             | - | -     | 32    | 9     | 9     | 14  | 37.51%      | 32      | 38      | -6      | 36      |         |         |         |         |
| Rosario Central Argentina    | Total               | Total               | 237  | 95   | 69   | 73   | 41  | 15   | 13   | 13   | 20   | 7  | 5             | 8             | -             | 3             | 1             | 1 | 1     | 301   | 118   | 88    | 95  | 48.95%      | 390     | 347     | +43     | 442     |         |         |         |         |
| San Lorenzo Argentina        | 1.ª                 | 2024                | 10   | 3    | 2    | 5    | -   | -    | -    | -    | -    | -  | -             | -             | -             | -             | -             | - | -     | 10    | 3     | 2     | 5   | 36.67%      | 6       | 9       | -3      | 11      |         |         |         |         |
| San Lorenzo Argentina        | 1.ª                 | 2025                | 19   | 8    | 7    | 4    | 1   | 0    | 1    | 0    | -    | -  | -             | -             | -             | -             | -             | - | -     | 20    | 8     | 8     | 4   | 53.33%      | 17      | 13      | +4      | 32      |         |         |         |         |
| San Lorenzo Argentina        | Total               | Total               | 58   | 27   | 13   | 18   | 1   | 0    | 1    | 0    | 7    | 1  | 1             | 5             | -             | -             | -             | - | -     | 66    | 28    | 15    | 23  | 50%         | 79      | 66      | +13     | 99      |         |         |         |         |
| Boca Juniors Argentina       | 1.ª                 | 2025                | 5    | 1    | 3    | 1    | 1   | 0    | 0    | 1    | -    | -  | -             | -             | -             | 3             | 0             | 2 | 1     | 9     | 1     | 5     | 3   | 29.63%      | 10      | 10      | +0      | 8       |         |         |         |         |
| Boca Juniors Argentina       | Total               | Total               | 56   | 27   | 18   | 11   | 32  | 14   | 12   | 6    | 36   | 18 | 8             | 10            | -             | 5             | 1             | 2 | 2     | 129   | 60    | 40    | 29  | 56.85%      | 199     | 106     | +93     | 220     |         |         |         |         |
| Total en su carrera          | Total en su carrera | Total en su carrera | 1036 | 414  | 302  | 320  | 104 | 44   | 35   | 25   | 116  | 46 | 28            | 42            | -             | 13            | 3             | 4 | 6     | 1269  | 507   | 369   | 393 | 49.64%      | 1700    | 1372    | +328    | 1890    |         |         |         |         |
| 1. 2. 3.                     |                     |                     |      |      |      |      |     |      |      |      |      |    |               |               |               |               |               |   |       |       |       |       |     |             |         |         |         |         |         |         |         |         |

#### Resumen por competencias
| Torneo                         | PD   | G   | E   | P   | GF   | GC   | Dif. | Rendimiento | Mejor resultado  |
| ------------------------------ | ---- | --- | --- | --- | ---- | ---- | ---- | ----------- | ---------------- |
| Primera B Nacional             | 172  | 91  | 50  | 31  | 276  | 155  | +121 | 62.6%       | Campeón          |
| Primera División de Argentina  | 672  | 245 | 203 | 234 | 862  | 787  | +75  | 46.53%      | Campeón          |
| Copa Argentina                 | 17   | 7   | 6   | 4   | 24   | 10   | +14  | 52.94%      | Subcampeón       |
| Copa de la Superliga Argentina | 1    | 1   | 0   | 0   | 4    | 1    | +3   | 100%        | Fase de grupos   |
| Copa de la Liga Profesional    | 58   | 22  | 21  | 15  | 71   | 57   | +14  | 50%         | Campeón          |
| Trofeo de Campeones            | 1    | 0   | 0   | 1   | 0    | 2    | -2   | 0%          | Subcampeón       |
| Primera División de Chile      | 32   | 13  | 8   | 11  | 52   | 49   | +3   | 48.96%      | Semifinales      |
| Copa Chile                     | 10   | 7   | 1   | 2   | 19   | 7    | +12  | 73.33%      | Semifinales      |
| Primera División de España     | 14   | 4   | 3   | 7   | 20   | 22   | -2   | 35.71%      | 16.º lugar       |
| Copa del Rey                   | 2    | 0   | 1   | 1   | 0    | 2    | -2   | 16.67%      | Primera ronda    |
| Primera División de México     | 15   | 5   | 4   | 6   | 19   | 18   | +1   | 42.22%      | 12.º lugar       |
| Categoría Primera A            | 90   | 38  | 27  | 25  | 111  | 81   | +30  | 52.22%      | Campeón          |
| Copa Colombia                  | 10   | 3   | 5   | 2   | 10   | 6    | +4   | 46.67%      | Semifinales      |
| Superliga de Colombia          | 2    | 1   | 1   | 0   | 2    | 1    | +1   | 66.67%      | Campeón          |
| Primera División del Perú      | 10   | 3   | 3   | 4   | 17   | 16   | +1   | 45.42%      | 11.º lugar       |
| Primera División de Paraguay   | 12   | 5   | 4   | 4   | 23   | 14   | +9   | 52.78%      | 4.º lugar        |
| Copa Paraguay                  | 2    | 1   | 1   | 0   | 4    | 1    | +3   | 66.67%      | Segunda ronda    |
| Liga Profesional Saudí         | 18   | 14  | 2   | 2   | 39   | 20   | +19  | 81.48%      | 3.er lugar       |
| Copa del Rey de Campeones      | 2    | 1   | 0   | 1   | 2    | 2    | +0   | 50%         | Cuartos de final |
| Copa Libertadores              | 102  | 39  | 31  | 32  | 121  | 90   | +31  | 48.37%      | Campeón          |
| Copa Sudamericana              | 24   | 7   | 7   | 10  | 19   | 23   | -4   | 38.89%      | Semifinales      |
| Mundial de Clubes de la FIFA   | 5    | 1   | 2   | 2   | 7    | 9    | -2   | 33.33%      | Subcampeón       |
| TOTAL                          | 1269 | 507 | 369 | 393 | 1700 | 1372 | +328 | 49.64%      | 10 Títulos       |

## Palmarés

### Como jugador

#### Campeonatos nacionales
| Título           | Equipo           | País      | Año      |
| ---------------- | ---------------- | --------- | -------- |
| Primera División | Estudiantes (LP) | Argentina | M - 1982 |
| Primera División | Estudiantes (LP) | Argentina | N - 1983 |

### Como entrenador

#### Campeonatos nacionales
| Título                | Equipo           | País      | Año       |
| --------------------- | ---------------- | --------- | --------- |
| Torneo Nacional B     | Lanús            | Argentina | 1991-92   |
| Torneo Nacional B     | Estudiantes (LP) | Argentina | 1994-95   |
| Primera División      | Vélez Sarsfield  | Argentina | C - 2005  |
| Primera B Nacional    | Rosario Central  | Argentina | 2012-13   |
| Primera A             | Millonarios      | Colombia  | II - 2017 |
| Superliga de Colombia | Millonarios      | Colombia  | 2018      |
| Primera División      | Boca Juniors     | Argentina | 2019-20   |
| Copa de la Liga       | Boca Juniors     | Argentina | 2020      |
| Copa de la Liga       | Rosario Central  | Argentina | 2023      |

#### Campeonatos internacionales
| Título                       | Equipo       | Sede         | Año  |
| ---------------------------- | ------------ | ------------ | ---- |
| Copa Libertadores de América | Boca Juniors | Porto Alegre | 2007 |

### Distinciones individuales
| Distinción    | Club             | Temporadas |
| ------------- | ---------------- | ---------- |
| One Club Man* | Estudiantes (LP) | 14         |

(*) Futbolistas que transitaron toda su carrera profesional en un mismo equipo.